# Höstlov
Höstlov är ett skollov som infaller på hösten eller under tidig vinter i det land skolan ligger. I Sverige förekommer också benämningen allhelgonalov, eftersom lovet brukar ligga vid allhelgonahelgen i månadsskiftet oktober-november, och läslov. Förr förekom potatislov vid denna tidpunkt i många länder, däribland Sverige, så att skolbarnen kunde vara hemma och hjälpa till med att ta upp potatis. I Sverige ligger lovet numera under vecka 44.

## Höstlov i olika länder

### Belgien
I Belgien finns ett så kallat allahelgonalov kring allhelgonahelgen.

### Danmark
I Danmark har man ett lov, efterårsferie, kring vecka 42. Det kallades förr även kartoffelferie (potatislov). Mycket aktiviteter för barn och ungdomar anordnas. På fredagen före lovveckan anordnas Skolernes Motionsdag och Kulturnatten.

### Estland
I Estland infaller höstlovet sista veckan i oktober. 

### Finland
Höstlovet i Finland brukar nuförtiden infalla i slutet av oktober. Vanligtvis varar höstlovet en vecka, men skolor har även kunnat förkorta höstlovet för att på så sätt förlänga ett annat lov, oftast jullovet. Förfarandet varierar kommunvis.

### Nederländerna
I Nederländerna har skolbarnen ledigt en vecka i oktober.

### Norge
I Norge har skolbarnen ledigt en vecka, normalt i oktober. Lovet kallas även potetferie.

### Schweiz
I Schweiz varar höstlovet 1-3 veckor beroende på kanton.

### Sverige
I  folkskolan i Sverige förekom så kallat "potatislov", när eleverna var lediga från skolan för att hjälpa till i jordbruket. Detta lov avskaffades gradvis allt eftersom jordbrukets betydelse i Sverige minskade under 1900-talet. Kvar fanns en eller två dagars ledighet, ofta i samband med studiedagar, vid allhelgonaafton.
Höstlov i modern tid infördes en bit i taget, när reglerna kring skolåret och kring lärarnas fortbildning förändrades, under 1980- och 1990-talen.
Höstlovet finns sedan 2000-talet i flertalet av Sveriges kommuner och syftar till en sammanhållen vecka av lovdagar för eleverna och studiedagar och lovdagar för lärarna. Den infaller kring månadsskiftet oktober-november. Ibland används begreppet novemberlov, även om det många gånger innehåller ledighet även i oktober månad. Däremot verkar inte begreppet oktoberlov etablerats.
Begreppet läslov vecka 44 introducerades på Bokmässan i Göteborg 2015 av en rad organisationer som samarbetar inom den ideella organisationen Läsrörelsen, inklusive företrädare för lärar- och elevorganisationer, bibliotek och bokbranschen, med ordförande Elisabet Reslegård i spetsen. Regeringen Löfven I beslutade i augusti 2016 att använda begreppet läslov istället för höstlov, och jämför med februarilovet som benämns "sportlov". Regeringen föreslog att resurser så småningom skulle tillföras till läsbefrämjande aktiviteter under lov.

### Tyskland
I Tyskland har vissa delstater ett höstlov i oktober och/eller början av november. Längden kan variera mellan en och två veckor. Lovet kallas "Herbstferien" (Höstlov), men hette tidigare "Kartoffelferien" (Potatislov).

### Österrike
I Österrike finns delvis höstlov kring allhelgonahelgen, vissa skolor har enbart skolfria dagar.

### Fotnoter
1. ↑  www.svd.se
2. 1 2  Svenska Akademiens ordbok: Potatislov (tryckår 1906)
3. ↑   En satsning till två tusen – En gemensam skrift från Svenska Kommunförbundet, Lärarförbundet och Lärarnas Riksförbund om skolutveckling för 2000-talet. http://www.lararnashistoria.se/node/865. Läst 19 mars 2014
4. ↑   Grundskoleförordningen 1994  författningssamling 1985:1100. Sveriges Riksdag. http://www.riksdagen.se/sv/Dokument-Lagar/Lagar/Svenskforfattningssamling/Skollag-19851100_sfs-1985-1100/. Läst 19 mars 2014
5. ↑   Grundskoleförordning (1994:1194), 4 kap. Lärotider m. m. Sveriges Riksdag. http://www.riksdagen.se/sv/Dokument-Lagar/Lagar/Svenskforfattningssamling/Grundskoleforordning-1994119_sfs-1994-1194/#K4. Läst 19 mars 2014
6. ↑  http://www.lasrorelsen.nu/aktuellt/pagaende-projekt/laslov/
7. ↑  http://www.regeringen.se/contentassets/a9c43090e98c41528a1c3b92cdbaf743/fler-larare-laslov-och-lovskola--nyheter-inom-skolpolitiken.pdf
8. ↑  http://www.dagensarena.se/innehall/regeringens-laslov-en-arsgammal-bonnierkampanj/